# 達卡帽

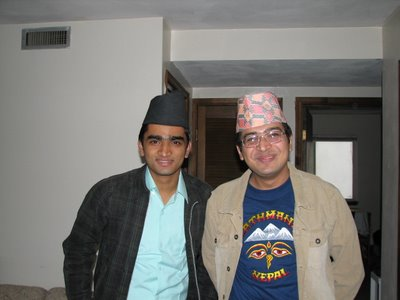
兩名尼泊爾男子，左邊戴的是Bhaad-gaaule topi，右邊戴的是達卡帽。

達卡帽，又名尼泊爾船帽，是尼泊爾男人正式場合佩戴的帽子，也是經常在節日送給人的禮物。

## 歷史
這種帽最早是在孟加拉國首都達卡生產，現在尼泊爾國內也有生產。